# Phosinella
Phosinella is een geslacht van weekdieren uit de klasse van de Gastropoda (slakken).

## Soorten
- Phosinella allanae (Laseron, 1950)
- Phosinella angusta (Laseron, 1956)
- Phosinella apicina (Laseron, 1956)
- Phosinella bellula (A. Adams, 1853)
- Phosinella briggsi (Ladd, 1966) †
- Phosinella caelata (Laseron, 1956)
- Phosinella cancellata (Philippi, 1847)
- Phosinella clathrata (A. Adams, 1853)
- Phosinella collinsii (Gabb, 1881) †
- Phosinella conifera (Montagu, 1803)
- Phosinella cyatha Laseron, 1956
- Phosinella decepta (Laseron, 1956)
- Phosinella deshayesiana (Récluz, 1843)
- Phosinella digera (Laseron, 1956)
- Phosinella dunkeriana Kuroda & Habe in Habe, 1961
- Phosinella elevata (Laseron, 1956)
- Phosinella emina (Laseron, 1956)
- Phosinella exasperata (Souverbie, 1866)
- Phosinella fargoi (Olsson & Harbison, 1953) †
- Phosinella fenestrata (Schwartz von Mohrenstern, 1860)
- Phosinella fractura (Laseron, 1956)
- Phosinella hungerfordiana (Weinkauff, 1881)
- Phosinella infratincta (Garrett, 1873)
- Phosinella media (Schwartz von Mohrenstern, 1860)
- Phosinella nitida (A. Adams, 1853)
- Phosinella nodicincta (A. Adams, 1853)
- Phosinella oncera (Woodring, 1957) †
- Phosinella paenula (Laseron, 1956)
- Phosinella phormis (Melvill, 1904)
- Phosinella privati (de Folin, 1867)
- Phosinella pulchra (C. B. Adams, 1850)
- Phosinella pura (Gould, 1861)
- Phosinella retecosa (Thiele, 1925)
- Phosinella scaba (Garrett, 1873)
- Phosinella schmackeri (Boettger, 1887)
- Phosinella seguenziana (Issel, 1869)
- Phosinella sincera (Melvill & Standen, 1896)
- Phosinella sumatrensis (Thiele, 1925)
- Phosinella teres (Brazier, 1877)
- Phosinella transenna (Watson, 1886)
- Phosinella ultima (Laseron, 1956)
- Phosinella warnefordiae (Preston, 1908)